# وغ‌وغ ساهاب
وَغ‌وَغ ساهاب کتابی است به طنز نوشتهٔ صادق هدایت و مسعود فرزاد که اوضاع اجتماعی، سیاسی، و ادبی زمان نوشته شدنش را به تصویر می‌کشد.
وغ‌وغ ساهاب به صورت مجموعه‌ای از «قضیه»ها نوشته شده‌است که هر قضیه به موضوع خاصی می‌پردازد. بعضی از این قضیه‌ها به قلم صادق هدایت و برخی به قلم مسعود فرزاد است. موضوع این «قضیه»‌ها متنوّع است و از مسخره‌کردن ادبای کهنه‌پرست و پول‌پرستی یهودیان گرفته تا عقاید فروید و سینماهای خیابان لاله‌زار را شامل می‌شود. کتاب سرشار از غلط‌های عمدی املایی است و قضیه را غزیه یا مثلا را مثلن بکار برده است. راویان داستان، هدایت و فرزاد، در این کتاب خود را یاجوج و ماجوج می‌نامند. 